# UTC+09:00
| Južni poletni/severni standardni čas Morska območja | Severni poletni/južni standardni čas Standardni čas vse leto |

UTC+09:00 je časovni pas z zamikom +9 ur glede na univerzalni koordinirani čas (UTC). Ta čas se uporablja na naslednjih ozemljih (stanje v začetku leta 2016):

## Kot standardni čas (vse leto)

### Azija
- Indonezija (vzhodni del)
  - Moluško otočje, Papua in Zahodna Papua
- Japonska
- Južna Koreja
- Palav
- Rusija - jakutski čas
  - Amurska oblast, Jakutija (zahodni del) in Zabajkalski kraj
- Severna Koreja
- Vzhodni Timor